# Cmentarz ewangelicko-augsburski w Lipnie
Cmentarz ewangelicko-augsburski w Lipnie lub też cmentarz ewangelicki w Lipnie – cmentarz ewangelicki położony w mieście Lipno, w województwie kujawsko-pomorskim, w powiecie lipnowskim.
Cmentarz powstał w pierwszej połowie XIX wieku. Wpisany jest do rejestru zabytków. Brama i ogrodzenie cmentarza pochodzące z I połowy XIX wieku, ujęte są w wojewódzkiej ewidencji zabytków.
Na cmentarzu znajduje się kwatera wojenna, żołnierzy niemieckich z czasów I wojny światowej.